# Radula marginata
Radula marginata (маори Wairuakohu, вайруакоху) — печеночник рода Radula. Эндемик Новой Зеландии. В 2002 году было показно, что растение содержит каннабиноиды.

## Каннабиноиды
Люди, курящие растение, по-разному описывают психоактивные эффекты. Среди обнаруженных в растении каннабиноидов не выявлен ТГК, основной психоактивный компонент каннабиса. Однако каннабиноиды Radula marginata имеют близкую к ТГК молекулярную структуру. Показано, что печёночник содержит перроттетинен и перроттетиненовую кислоту. Содержание данных каннабиноидов намного меньше, чем в конопле. Перроттетинен умеренно сильный агонисты CB1 рецепторов; в экспериментах на мышах демонстрирует мягкие психоактивные эффекты.

## Правовой статус
Печеночник распространен, как обыкновенный сорняк. В Новой Зеландии хранение, культивация и распространение печеночника является законной.
Radula marginata имеет давнюю историю использования в ронгоа (маори rongoā, традиционная травяная медицина народа маори). Растение является таонга народа маори Новой Зеландии, поэтому любая попытка запрета его использования будет нарушением договора Вайтанги. Английское заимствование — «taonga» отражает понятие, обозначающее изначально в языке маори «ценности завоеванные копьем», сейчас к таонга относят различные реликвии, артефакты, природные ресурсы, культурные ценности и др.